# Futsch
Futsch, bayerisch pfutsch, ist ein im deutschen Sprachraum seit dem 18. Jahrhundert verbreitetes (in der Regel undeklinierbares und nur prädikativ verwendetes) Adjektiv mit der Bedeutung „weg“, „verloren“, „zunichte“ oder schlicht „kaputt“.

## Herkunft
Dem Deutschen Wörterbuch zufolge war es ursprünglich Imperativ des Verbs futschen, das in verschiedenen Schweizer Mundarten als Synonym für „gleiten, rutschen“ belegt ist, und hat sich später zum Adverb und schließlich zur Interjektion entwickelt. Damit war ein Bedeutungswandel verbunden: Von „in einem Rutsch“, „mit größter Schnelligkeit“ hin zu „schnell verloren“ und dann verallgemeinert „weg, verloren“. Seit mindestens 200 Jahren belegt sind auch die festen Wendungen futsch sein, futsch gehen und futsch werden.
Demgegenüber sieht das Etymologische Wörterbuch der Deutschen Sprache die Herkunft aus einer Lautgebärde. Lautlich nahe steht französisch foutu ‚futsch‘ von foutre ursprünglich ‚beschlafen‘, vergleiche das ordinäre Wort Fut „Vagina“. Wolfgang Pfeifer sieht Mundartwörter wie pfutschen von pfutsch abgeleitet, nicht umgekehrt. Die Weiterbildungen futschikato und futschikato perdutti weisen Nähe zu italienisch fuggito „geflohen“ auf.

## Außerdeutsche Vorkommen
Das Wort tritt auch in slawischen Nachbarsprachen auf. Im Tschechischen lautet es fuč, wozu das Verb fučet „sausen, blasen, pfeifen“ steht; gleichbedeutend slowakisch fukať zu fuč. Futschik war im Sudetenland ein Schimpfwort für einen Tschechen. In den Niederlanden bedeutet foetsie (IPA: ['fu:tsi]) „weg, verschwunden“.

## Benennungen

### Briefmarken

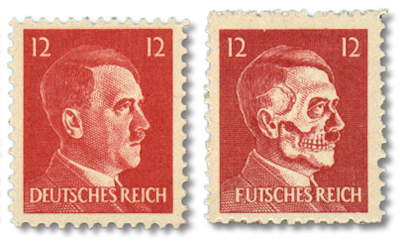
Echte Briefmarke (links) und Propagandafälschung der USA, 1944 (rechts)

Eine bekannte deklinierte und attributive Verwendung des Wortes findet sich in alliierten Propagandabriefmarken mit der Inschrift „Futsches Reich“ unter einem Hitlertotenkopf. Nach Angaben des Michel-Kataloges handelt es sich um zwei Kriegspostfälschungen der am 1. August 1941 begebenen Dauerserie Adolf Hitler, Michel-Nummern 785 (Wert 6 Pfennig, Farbe violett) und 788 (12 Pfennig, karmin). Sie wurden im Herbst 1944 von einer US-Felddruckerei des US-Geheimdienstes OSS in Rom hergestellt. Auf Falschbriefe mit verschiedenen Absenderangaben geklebt, mit Falschstempeln von Postämtern in Wien und Hannover versehen, wurden sie von Flugzeugen über Österreich und Bayern abgeworfen. Ein ganzer Postsack mit den so gefälschten Marken wurde in Berlin offiziell zugestellt. Die Marken (Michel-Nummern 785 PFä und 788 PFä) sind von Sammlern gesucht, Fälschungen der Fälschungen sind belegt. Von einer Farbvariante des 6-Pfennig-Wertes ist auch ein Fehldruck DFUTSCHES bekannt (Michel-Nummer 785 b I), ebenso vom 4-Pfennig-Wert (Michel-Nummer 783 I).

### Protein
Bei der Fruchtfliege Drosophila melanogaster wurde ein Protein mit Futsch benannt. Diese Fliege ist in der biologischen Forschung ein wichtiger Modellorganismus. Bei Drosophila ist es üblich, dass Forscher einem neuen Protein einen bildlichen Namen geben, der aus ihrer eigenen Sprache entlehnt ist (z. B. Krüppel, Polycomb, Trithorax). Futsch erhielt seinen Namen um 1999 von einer deutschen Forschergruppe, die entdeckte, dass das Protein zum Verlust bestimmter Eigenschaften führte. Ein künstlich hergestellter (monoklonaler) Antikörper gegen Futsch, mit dem sich das Protein nachweisen lässt, wird entsprechend als anti-Futsch bezeichnet.

### Futschikato
Die erweiterte und verstärkte, aber auch als einfaches Synonym benutzte Form futschikato gilt als zusammengesetztes Adverb aus futsch und kato, umgangssprachlich für „kaputt“. Der Begriff wurde in Anspielung auf den Berg Fudschijama auch als Japanismus dargestellt. In Berlin trägt ein Getränk aus Cola und Weinbrand die Bezeichnung Futschi, eine Kurzform von Futschi kato.
Das markante Wort fand auch in Buchtitel Eingang, bereits um 1910 in den Nebentitel eines Musikdrucks: Wir sind verliebte Hechte, schnell lichterloh entbrannt, und sind gleich futschikato, sehn wir ein Schürzenband.  Ein Jugendroman von 1936 hieß Rätsel um den Futschikato, ein Kinderbuch Bernhard Lassahns von 2002 Futschikato ist weg. Eine kabarettistische Revue von Friedrich Hollaender, etwa von 1957 bis 1961 gespielt, trug den Titel Futschikato.